# Lahbab
Lahbab, más néven Lehbab, egy falu Dubai Emirátusában, körülbelül 50 km-re délre Dubai városától.
A Dubai és a Sharjah Emirátus határa közötti autópályán található.
Lakosainak száma megközelítőleg 1001 fő. A falu lakói gazdag beduinok, akik közeli barátai Dubai királyi családjának.
A fő tevékenység a tevetenyésztés. Egy nagy teveversenypálya is található itt.
A Lahbab-sivatag népszerű turista célpont, ugyanis Dubajból könnyen megközelíthető.

## Fordítás
- Ez a szócikk részben vagy egészben  a   Lahbab című angol Wikipédia-szócikk ezen változatának fordításán alapul.  Az eredeti cikk szerkesztőit annak laptörténete sorolja fel. Ez a jelzés csupán a megfogalmazás eredetét és a szerzői jogokat jelzi, nem szolgál a cikkben szereplő információk forrásmegjelöléseként.